# Friedrich Wilhelm Pixis (Geiger)

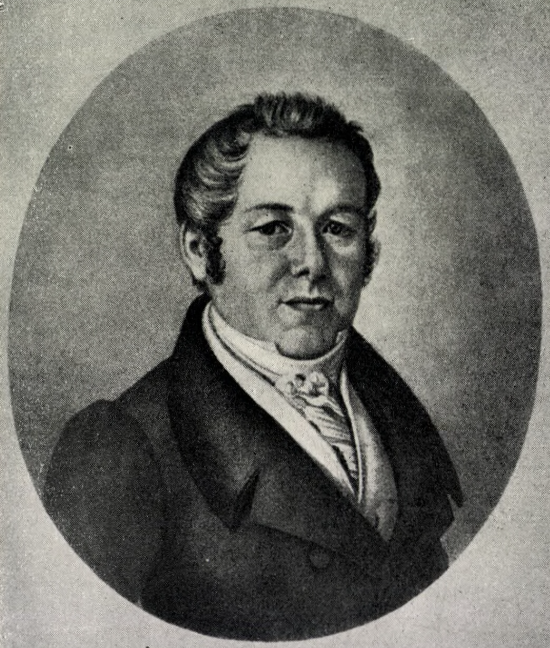
Friedrich Wilhelm Pixis (Geiger)

Friedrich Wilhelm Pixis (* 12. März 1785 in Mannheim; † 20. Oktober 1842 in Prag) war ein deutscher Violinist, Komponist und Musikdirektor in Prag.

## Leben
Pixis Vater Friedrich Wilhelm Pixis (1755–1805) war Lehrer und Organist in Mannheim. Erste Lehrer waren der Vater, danach Heinrich Ritter und Ignaz Fränzl. Nach einigen Jahren Violinunterricht trat Friedrich Wilhelm Pixis öffentlich auf. Sein jüngerer Bruder Johann Peter Pixis war Pianist. So ging der Vater mit seinen beiden Söhnen ab 1796 auf Konzertreisen durch Deutschland, Dänemark, Russland und Polen.
Von März bis Mai 1798 gaben die Brüder mehrere Konzerte in Hamburg. In dieser Zeit muss Giovanni Battista Viotti auf den jungen Geiger aufmerksam geworden sein. Viotti war seit März in Hamburg und Schenefeld (bei Pinneberg) im Exil. Friedrich Wilhelm Pixis hielt sich mit seinem Vater den ganzen Sommer 1798 in Schenefeld auf und erhielt während dieser Zeit kostenlosen Unterricht von Viotti. Am 6. Oktober 1798 gaben die Brüder – offenbar nach Abschluss dieses Unterrichts – ein weiteres Konzert im französischen Schauspielhaus in Hamburg. Von 1804 bis 1806 war Friedrich Wilhelm Pixis Violinist im Mannheimer Orchester. Schließlich siedelte der Vater nach Wien über. Die Söhne Friedrich Wilhelm und Johann Peter nahmen im Herbst 1805 bei Johann Georg Albrechtsberger ein Kompositionsstudium auf. In den Jahren 1806 und 1807 konzertierten sie in Prag, im Oktober 1807 auch im Leipziger Gewandhaus.
1811 nahm Friedrich Wilhelm Pixis eine Professur für Violine am neu gegründeten Prager Konservatorium an. Später übernahm er noch die Leitung des Theaterorchesters und der Tonkünstlergesellschaft. Er gilt als Gründer der Prager Violinschule. Schüler waren unter anderem sein Sohn Theodor Pixis, Moritz Mildner, Johann Wenzel Kalliwoda und Carl Ferdinand Füchs. Die Musikpflege in Prag lag größtenteils in seiner Hand. Bei Graf Albert von Nostitz-Rieneck veranstaltete er regelmäßig Kammerkonzerte. Er war Primarius eines eigenen Streichquartetts; seine Quartettabende werden von Zeitgenossen als höchster musikalischer Genuss geschildert. Er organisierte Musikakademien, bei denen er seine Violinkompositionen aufführte, von denen nur wenige erhalten geblieben sind, so ein Concertino für Violine und Orchester in D-Dur, Konzerte, eine Ouvertüre, Variationen, das Streichquartett op. 1 in D-Dur und eine Sonate.